# Old Town (West Yorkshire)
Old Town – wieś w Anglii, w hrabstwie ceremonialnym West Yorkshire, w dystrykcie metropolitalnym Calderdale. Leży 31 km na zachód od miasta Leeds i 280 km na północny zachód od Londynu.